# Bleadon
Bleadon – wieś w Anglii, w hrabstwie ceremonialnym Somerset, w dystrykcie (unitary authority) North Somerset. Leży 30 km na południowy zachód od miasta Bristol i 197 km na zachód od Londynu. W 2001 miejscowość liczyła 1068 mieszkańców.